# 聞通
聞通，字豁然，號睿齋，贵州威寧人，清朝政治人物，同進士出身。

## 生平
嘉慶二十二年（1817年）丁丑科進士，三甲一百四十三名，官刑部主事，改福建莆田縣知縣。